# Stefan Đorđević (cestista)
Stefan Đorđević (in serbo Стефан Ђорђевић?; Leskovac, 4 dicembre 1998) è un cestista serbo.

## Palmarès
- Campionato bosniaco: 2

Igokea: 2021-2022, 2022-2023
- Coppa di Bosnia ed Erzegovina: 2

Igokea: 2022, 2023